# ポリオレフィン
ポリオレフィン (polyolefin) は単純なオレフィン類やアルケンをモノマー（単位分子）として合成されるポリマー（高分子）の総称である。例えば、ポリエチレンはエチレンを重合させて得られるポリオレフィンである。ポリプロピレンもよく知られるポリオレフィンであり、プロピレンから作り出される。
安価でかつ機械特性に優れるために構造材料として幅広い分野で使用されている。より新しくはポリアルケン (polyalkene) とも呼ばれるが、石油化学などの工業分野ではポリオレフィンの語が使われることが多い。

## ポリ α-オレフィン

1-ヘキセンは α-オレフィンの一種である

ポリオレフィンの一種として、α-オレフィンを重合させることによって得られるポリ α-オレフィン (poly-α-olefin, PAO) が知られる。α-オレフィンとは、炭素−炭素二重結合がα位にある、つまり末端にあるアルケンである。1-ヘキセンなどの α-オレフィンは共重合を行う際にコモノマーとして利用され、分子内に短い分枝構造を作る。
多くのポリ α-オレフィンは、柔軟性を持つアルキル基を分枝構造として有する。アルキル基はさまざまな立体配座（コンフォメーション）をとることができるため、秩序立った形でそれぞれの高分子鎖を整列させることが難しい。そのため容易には結晶化・固体化せず、低温下でも粘稠（ねんちょう）な液体のままである。低分子量のポリ α-オレフィンは広範な温度範囲で使える自動車用の合成潤滑剤（エンジンオイルやグリース）の基油として有用である。
少量であっても α-オレフィン（1-ヘキセンや 1-オクテン、あるいはより長鎖のもの）を混合して共重合させたポリエチレンは、単純な直鎖状のものよりも柔軟性に富む。ポリプロピレン中にはメチル基が分枝構造として含まれているが、それらはアルキル基としては短いものであるため、柔軟性はポリエチレンとさほど変わらない。
化学合成オイルであるモービル1のベースオイルとしても知られているが、製造元であるモービル（現・エクソンモービル）がカストロールと化学合成の定義について争い敗れた後は必ずしもベースオイルとして採用されているわけではなくなった。